# 杜夔
杜 夔（と き、生没年不詳）は、中国後漢末期から三国時代の音楽家。字は公良。司隸河南尹河南県の人。

## 生涯
音楽に通じていたため雅楽郎に任じられたが、病により中平5年（188年）に退官した。州郡や司徒から懇ろに招かれた際には、世の乱れを理由に荊州へと逃げた。荊州牧の劉表は杜夔に対し、孟曜と共に天子のために雅楽を合奏するよう命じたが、その準備が整うと、庭で演奏の様子を見物しようとした。すると杜夔が「いま将軍（劉表）は天子のために合奏すると公言しておきながら、それを（自身の）庭で挙行するとは、あり得ぬことではないでしょうか」と諫めたため、劉表は自身の行動を控えた。
建安13年（208年）に劉表の子である劉琮が曹操に降伏した際、杜夔は軍謀祭酒に任じられ、太楽（祭礼や宮廷、宴席などで用いられる音楽）を司り、雅楽の制作を務めた。杜夔は音律に聡く、また糸竹（弦楽器・管楽器）および八音の全てを演奏できたが、歌舞だけは不得意だった。当時の散郎の中には、分野ごとに優れた楽官たちが存在したが、杜夔はあらゆる分野を研鑽し、諸々の経書や故事をもとに、講習や楽器の設備を進めた。古代の音楽が復興を遂げたのは、杜夔の貢献によるものが大きかったという。
黄初中期、太楽令および協律都尉となった。当時、柴玉という鐘（打楽器）を鋳造する職工がおり、創意工夫に富むことで貴人たちの中では有名だった。杜夔は彼に銅製の鐘を作らせたが、音韻の清濁が決まりから外れているとして、何度も壊しては作り直した。このことで杜夔を嫌うようになった柴玉は、杜夔は清濁の基準を独断で決めていると中傷したり、杜夔に対して強く反発したりした。杜夔と柴玉それぞれに訴えを出された曹操は、鐘を取り出してごちゃ混ぜにし、両者にその音を判別させた結果、杜夔のほうが精妙で、柴玉はでたらめであると判定を下した。柴玉は子孫も含めて罪に服され、馬の養育係になった。
曹丕は、柴玉がお気に入りだったのに加え、かつて賓客の前で左テンらと共に笙・鼓・琴を演奏するよう杜夔に命じた際に難色を示されたため、不愉快に思っていた。そして別事にかこつけて杜夔の身柄を確保し、左テンらを遣って杜夔のもとで学ばせようとした。しかし杜夔は「習うのは雅楽ということだが、（左テンらは楽官として）仕官しているからには基礎はある」と教授に消極的な物言いをし、なおも不満を抱いていた。そのためついに官職を剥奪され、その後死去した。
弟子のうち、河南の邵登、張泰、桑馥は各人が太楽丞にまで登りつめ、下邳の陳頏は司律（楽官）中郎将となった。後世には左延年など優れた音楽家たちが現れたが、それらの得意とするのも鄭声（低俗な音楽）にすぎず、雅楽の伝統とそのあるべき形を保つことで杜夔に及ぶ者はいなかったという。
陳寿は、杜夔の楽才について「玄妙な技巧、非常な絶技である」と褒め称えている。